# 佐土原町下那珂
佐土原町下那珂（さどわらちょうしもなか）は、宮崎県宮崎市の地名。佐土原地域自治区に属している。郵便番号は880-0212。

## 地理
宮崎市の北東部、旧佐土原町の南部に位置する。2006年に佐土原町下那珂の一部で区画整理が実施され、佐土原町石崎となった。
大字塩路、大字島之内、大字広原、佐土原町東上那珂、佐土原町下田島と接する。

## 歴史
- 2006年1月1日：宮崎市に編入。
- 2006年（不明）：佐土原町下那珂の一部から佐土原町石崎1-3丁目が誕生する。

## 世帯数と人口
2023年（令和5年）4月1日現在の世帯数と人口は以下の通りである。
| 町丁           | 世帯数   | 人口   |
| -------------- | -------- | ------ |
| 佐土原町下那珂 | 3787世帯 | 8477人 |

## 小・中学校の学区
市立小・中学校に通う場合、学区は以下の通りとなる。
| 町名                 | 小学校               | 中学校               |
| -------------------- | -------------------- | -------------------- |
| 佐土原町下那珂の一部 | 宮崎市立広瀬小学校   | 宮崎市立広瀬中学校   |
| 佐土原町下那珂の一部 | 宮崎市立広瀬北小学校 | 宮崎市立久峰中学校   |
| 佐土原町下那珂の一部 | 宮崎市立広瀬西小学校 | 宮崎市立久峰中学校   |
| 佐土原町下那珂の一部 | 宮崎市立那珂小学校   | 宮崎市立佐土原中学校 |

## 交通

### 鉄道

#### 路線
JR日豊本線が通過する。

### バス
宮交グループの運営するバスが営業している。

### 道路
- 国道10号（佐土原バイパス）
- 国道219号（広瀬バイパス）
- 宮崎県道10号宮崎インター佐土原線（一ツ葉道路）
- 宮崎県道14号佐土原国富線
- 宮崎県道372号塩路佐土原線

## 施設
- 宮崎市消防局北消防署北部出張所
- 宮崎市石崎の杜歓鯨館 -ホエルカム-（佐土原温泉）
- コツコツトンネル
- 久峰総合公園
- 久峰観音
- 宮崎市フェニックス自然動物園（一部）